# Ulrich Gumpert

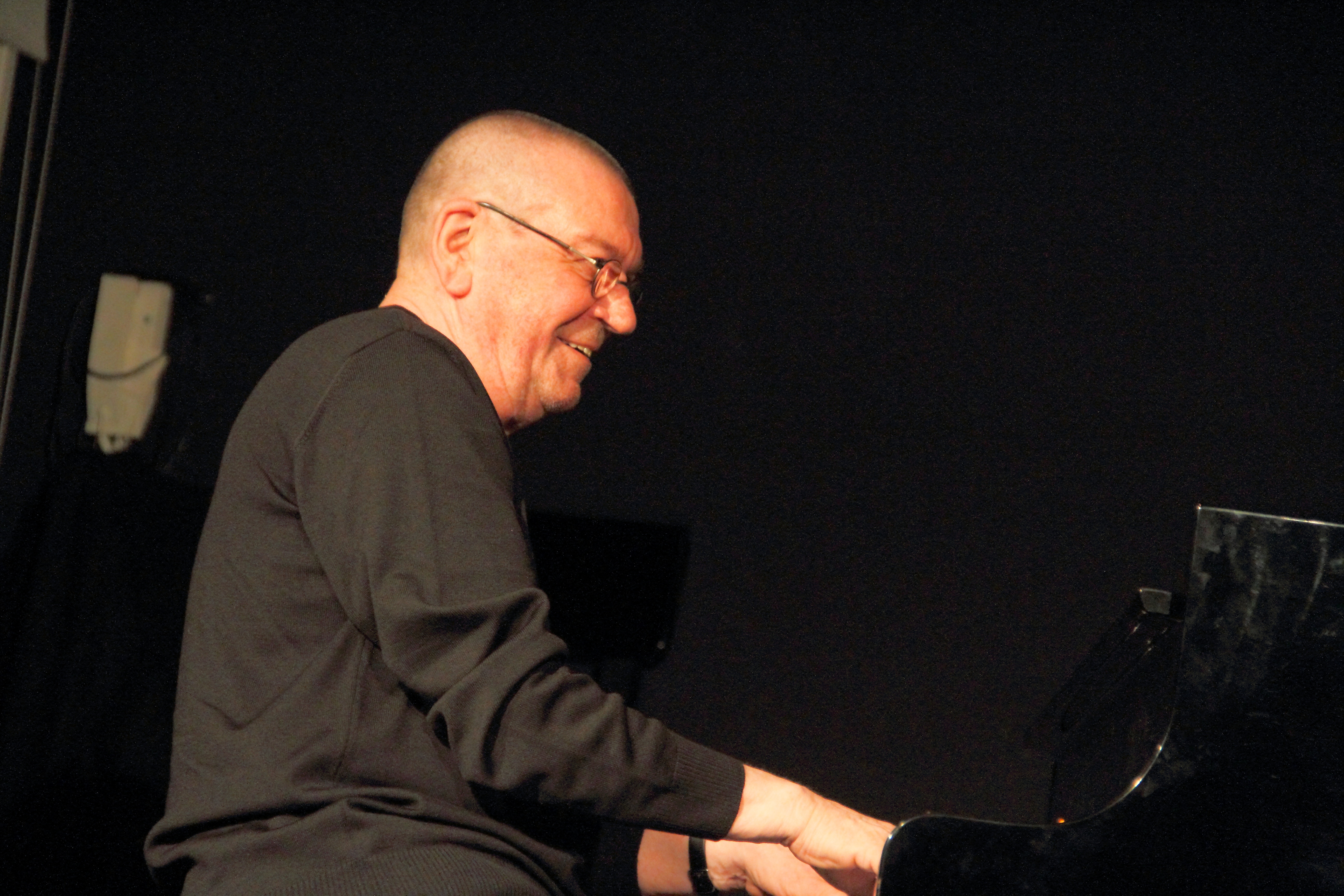
Ulrich Gumpert (2018)

Ulrich „Uli“ Gumpert (* 26. Januar 1945 in Jena) ist ein deutscher Jazzmusiker. Der Pianist, Organist und Komponist entwickelte einen speziellen Musizierstil.

## Leben und Wirken
Gumpert erhielt von 1952 bis 1959 Klavierunterricht durch seinen Vater Willy Gumpert. Ab 1961 studierte er an der Hochschule für Musik Franz Liszt Weimar Waldhorn, daneben musizierte er bei den Jenaer Oldtimers. 1964  wurde er wegen ungenügender Leistungen im Fach Marxismus-Leninismus exmatrikuliert. 1966 zog Gumpert nach Ostberlin um. Weitere Studien erfolgten von 1967 bis 1968 an der Musikhochschule „Hanns Eisler“ Berlin im Fach Klavier, die er wieder abbrach. Von 1968 bis 1970 war er Gasthörer in den Fächern Theorie und Komposition. An der Musikschule Friedrichshain erwarb Gumpert zwischen 1970 und 1973 die Berufsmusikerlizenz als Pianist.
Seit 1967 gehörte der Pianist zu den Besetzungen der verschiedenen Bands von Klaus Lenz und war 1971 Mitbegründer der Jazzrockband SOK, die einen elektrischen jazzorientierten Rock spielte. Er trat auch mit den Jenaer Oldtimers auf.
1973 war Gumpert, der sich zu der Zeit immer mehr dem Free Jazz widmete, Mitbegründer der Jazzformation Synopsis, deren erstes Album Auf der Elbe schwimmt ein rosa Krokodil besonders durch die von ihm eingebrachten Kompositionen geprägt ist.
Das Jazz-Werkstatt-Orchester bot 1972 bei Jazz in der Kammer seine Adaptionen deutscher Volkslieder dar. Dieses Programm dokumentierte er 1977 beim Plattenlabel Amiga auf LP. Mit seiner Ulrich Gumpert Workshop Band, der neben ihm noch Heinz Becker, Manfred Hering, Ernst-Ludwig Petrowsky, Helmut Forsthoff, Conny Bauer, Klaus Koch und Günter Sommer angehörten, folgte 1979 ein zweites Album, das auch in Westdeutschland erschien und dort auch vorgestellt wurde.
1984 ging aus Synopsis das Zentralquartett hervor. Daneben widmete sich Gumpert seit dieser Zeit verstärkt dem solistischen Wirken. Zusammen mit Radu Malfatti und Tony Oxley spielte Gumpert im Trio GMU (Ach was!?; FMP, 1981). 1989 komponierte und spielte er die Klaviermusik für die Schallplattenbearbeitung der Grimmmärchen Sechse kommen durch die ganze Welt/Die goldene Gans (Litera) in der Bearbeitung und Regie von Peter Brasch – für dessen Verkehrsmärchen Der Wolf und Rotkäppchen in der Stadt (1981, Litera) er zuvor ebenso die Hörspielmusik schrieb.
Gumpert musiziert heute gelegentlich im Ulrich Gumpert Quartett gemeinsam mit Ben Abarbanel-Wolff, Jan Roder und Michael Griener, mit dem 2007 eine CD unter dem Titel „Quartette“ auf dem Schweizer Label Intakt Records erschienen ist (neuerdings auch mit Jürg Wickihalder am Saxophon). Als Begleitmusiker für Uschi Brüning, Manfred Krug und Leta Davis bildete er zusammen mit Henning Protzmann und Wolfgang Schneider die Formation Jazzin' the Blues. Unter der Bezeichnung B3 Special widmet sich Gumpert (mit Silke Eberhard, Jan Roder und Kay Lübke) wieder dem Spiel auf der Hammond B3. Mit Baby Sommers großformatiger Brotherhood & Sisterhood gastierte er 2023 bei JazzBaltica.
Als Komponist schuf er Filmmusiken u. a. für die Berliner Tatort-Staffel mit Kommissar Markowitz. Seine Interpretationen der Klavierwerke von Eric Satie gelten als aufsehenerregend.
Im Jahre 2005 wurde Gumpert auf dem JazzFest Berlin mit dem Deutschen Jazzpreis ausgezeichnet.

## Filmografie
- 1974: Liebe mit 16
- 1992: Moebius
- 1993: Tatort – Berlin – beste Lage
- 1993: Tatort – Tod einer alten Frau
- 1994: Tatort – Geschlossene Akten
- 1994: Tatort – Die Sache Baryschna
- 1995: Tatort – Endstation

## Trivia
Da Gumpert zu DDR-Zeiten auch im Westen Auftritte hatte, wurde er u. a. Anfang der 1980er einer Routineüberprüfung unterzogen. Dem Stasi-Mitarbeiter, der deshalb Nachbarn etc. befragte, war Ulrich Gumpert überhaupt kein Begriff. Aus seiner durch die Befragung der Nachbarn gewonnenen Einschätzung. „Kommt oft spät nach Hause, schläft teilweise bis Mittag, manchmal tagelang unterwegs…“ wurde Gumpert als „unzuverlässig“ eingestuft und sollte nicht ausreisen. Aufgrund der Tatsache, dass vom Kulturministerium der DDR bereits Verträge mit Veranstaltern im Westen über Gumperts Auftritte abgeschlossen waren, kam es nochmal zu einer „Anfrage von offizieller Seite“, bei der sich herausstellte, dass Gumpert nichts anderes macht als jeder andere Musiker mit Auswärtsauftritten auch. Die Episode ist offenbar nur durch die Nachfrage des DDR-Kulturministeriums bekannt geworden und machte unter DDR-Musikern die Runde.